# جمعية قدماء الصادقية

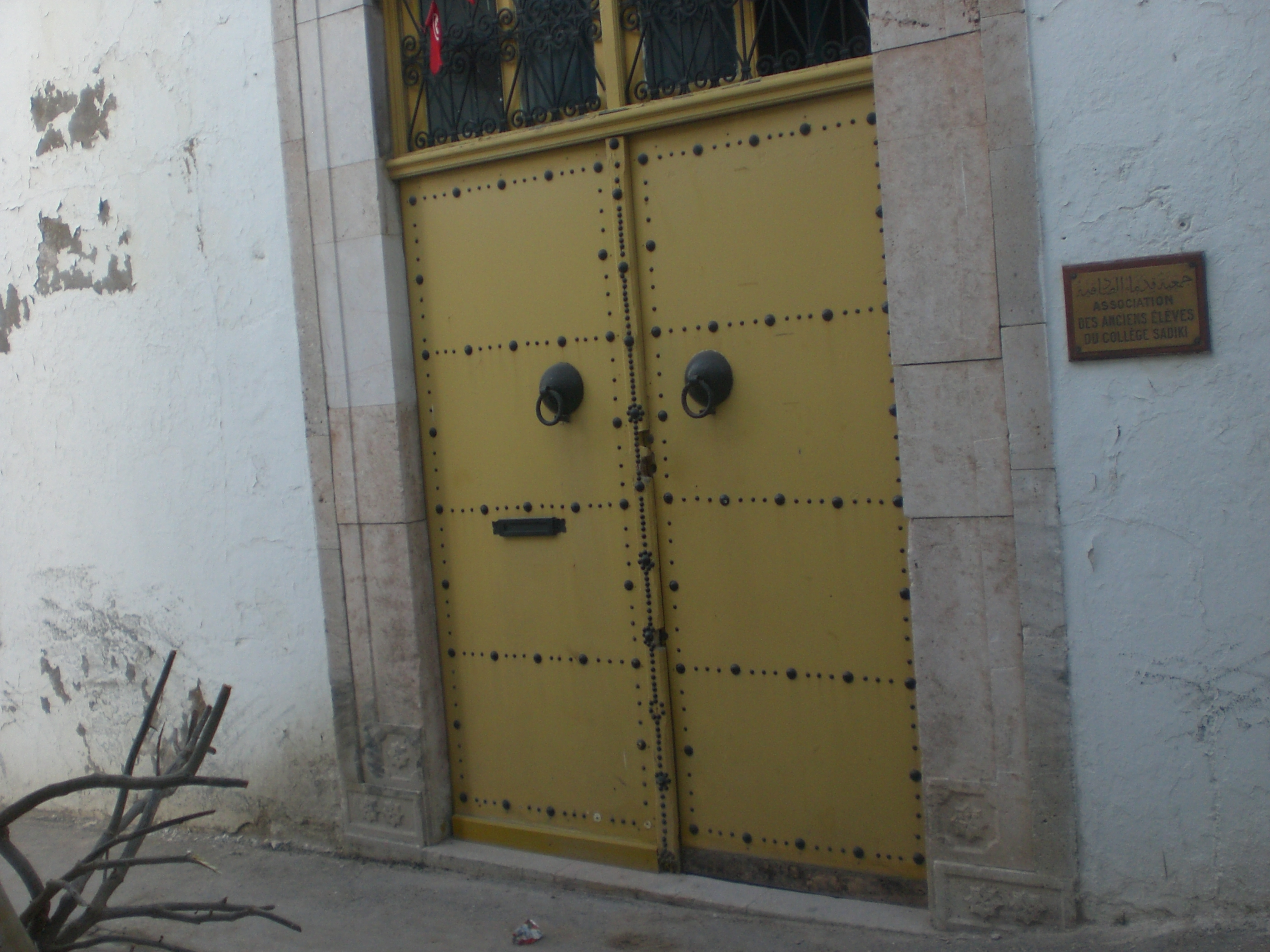
مقر جمعية قدماء الصادقية بنهج الجلد

جمعية قدماء الصادقية وتسمى جمعية قدمء تلامذة المدرسة الصادقية، من أقدم الجمعيات التي تأسست في البلاد التونسية وكان ذلك عام 1905، ونشاطها ثقافي وودادي أساسا.

## تأسيسها
انعقد الاجتماع لا التاسيس لجمعية قدماء تلامذة المدرسة الصادقية في 3 ديسمبر 1905، وقد ضم حوالي السبعين شخصا جريدة ، وقد ألقى الخطاب الافتتاحي علي باش حانبة، مقترحا أن يكون النشاط مستمدا من الأهداف التي رسمها مؤسس المدرسة خير الدين التونسي. ثم انتخبت هيئتها المديرة التي حصلت على رخصة النشاط بتاريخ 24 ديسمبر من نفس السنة.

## نشاطها
كان نشاط الجمعية في البداية ثقافيا يتم باللغة الفرنسية، ثم أدخلت محاضرات باللغة العربية بمشاركة عدد من مدرسي جامع الزيتونة ومن بينهم الشيخ محمد الطاهر بن عاشور ومحمد الخضر حسين... غير أن نشاطها تاثرا سلبا بإبعاد الزعماء الوطنيين عام 1912 وعلى رأسهم علي باش حانبة، وتعطل كليا خلال الحرب العالمية الأولى. ليعود من جديد بعدها. وقد أصدرت عام 1920 مجلة عنوانها المجلة الصادقية، وأنشأت ناديا أدبيا، ومن المحاضرات التي ألقيت على منبرها تلك التي ألقاها أبو القاسم الشابي في نوفمبر 1929 حول الخيال الشعري عند العرب. وفي عام 1932 احتضنت الجمعية الشبيبة المدرسية. غير أن نشاطها تجمدت بعد الاستقلال، ولم تستانفه إلا في أفريل 1987، حيث أحياه عدد من قدماء الصادقية وعلى رأسهم فؤاد المبزع رئيس مجلس النواب التونسي.

## هيئاتها
سيّر الجمعية قدماء الصادقية عدد من عناصر النخبة التونسية الثقافية والسياسية، وقد تركبت أول هيئة لها من: خير الله بن مصطفى رئيسا، وأحمد الغطاس نائبا له، والهادي الأخوة كاتبا أول، وحسين بوحاجب كاتبا ثانيا، ومحمد الشعبيني أمين مال، وعضوية: محمد الأصرم ومحمد بن الخوجة وعمر بوحاجب ومحمد الجنادي ورشيد بن مصطفى والطيب رضوان ومحمد بن عودة.
أما رؤساؤها بعد خير الله بن مصطفى، فهم:
- حسن حسني عبد الوهاب، فيما بين عامي 1919 و1924؛
- مصطفى الكعاك، فيما بين عامي 1924 و1931؛
- الطاهر صفر، خلال السنة 1931-1932؛

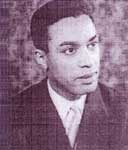
الطيب السحباني

- محمد بورقيبة، خلال السنة 1932 -1933؛
- محمد المالكي، خلال السنة 1933 -1934؛
- محمد علي العنابي فيما بين 1934 و1954؛
- الطيب السحباني فيما بين 1954 و1956؛
- فؤاد المبزع، حاليا.[2]

## مقراتها
كان أول مقر للجمعية بشارع باب البنات عدد 39، وفي العشرينات كان ناديها بنهج السيدة عجولة، عدد 37، وفي عام 1926 انتقلت إلى نهج دار الجلد عدد 13.

## إشارات مرجعية
1. ↑  الصواب، بتاريخ 22 ديسمبر 1905
2. 1 2  تونس اليوم، حول جمعية قدماء الصادقية نسخة محفوظة 04 أبريل 2016 على موقع واي باك مشين.
3. ↑   محمد الفاضل بن عاشور، الحركة الأدبية والفكرية في تونس، الدار التونسية للنشر، تونس 1984، ص 104-105
4. ↑  http://www.jeunesse-scolaire.org.tn/ar/default.php?p=extrait شهادات تاريخية حول الشبيبة المدرسية نسخة محفوظة 2020-02-17 على موقع واي باك مشين.